# レオポルト・アウエルバッハ
レオポルト・アウエルバッハ（Leopold Auerbach、1828年4月27日 - 1897年9月30日）は、ドイツの解剖学者・神経病理学者である。

## 生涯
プロイセン王国のブレスラウ（現 ポーランド・ヴロツワフ）で1828年4月27日に生まれた。
ブレスラウ大学、ベルリン大学、ライプツィヒ大学で医学を学んだ。1849年に医師の資格を取得し、1863年に教授資格を得た。1872年にブレスラウ大学の神経病理学の准教授に就任した。
ブレスラウで1897年9月30日に死去した。息子のフェリックス・アウエルバッハも医師になった。

## 業績
アウエルバッハは、組織学で使用される染色法によって神経系の診断を行った初期の医師である。神経病理学の問題や筋肉に関連する障害についての論文を多数発表した。
アウエルバッハは、消化管の働きを制御する神経節の層である筋層間神経叢を発見したことで最もよく知られており、その名を冠してアウエルバッハ神経叢とも呼ばれる。
舌や扁桃の肥大を特徴とする希少疾患である「フリードライヒ＝アウエルバッハ病」は、アウエルバッハと病理学者のニコラウス・フリードライヒにちなんで命名された。

## 著書
- Ueber Percussion der Muskeln; in: Zeitschrift für rationelle Medizin, Leipzig and Heidelberg 1862.
- Bau der Blut- und Lymph-Capillaren; in: Centralblatt für die medicinischen Wissenschaften, Berlin, 1865.
- Lymphgefässe des Darms; in: [Virchows] Archiv für pathologische Anatomie und Physiologie und für klinische Medicin, Berlin, 1865. volume 33.
- Wahre Muskelhypertrophie; in: [Virchows] Archiv für pathologische Anatomie und Physiologie und für klinische Medicin, Berlin, 1871, volume 53.[4]
- Leopold Auerbach (1923). Organologische Studien. Zur Charakteristik und Lebensgeschichte der Zellkerne, Volumes 1-2. Nabu Press. pp. 296. ISBN 1294240250